# 茲多夫比齊亞 (杜布諾區)
50°22′1″N 25°49′27″E / 50.36694°N 25.82417°E
茲多夫比齊亞（烏克蘭語：Здовбиця），是烏克蘭的村落，位於該國西北部羅夫諾州，由杜布諾區負責管轄，面積0.58平方公里，海拔高度282米，2001年人口314，人口密度每平方公里541.4人。